# Personaggi di Neverwinter Nights
Questa è una lista di personaggi non giocanti degni di nota del videogioco di ruolo Neverwinter Nights e delle sue espansioni ufficiali, Shadows of Undrentide e Hordes of the Underdark.

## Aribeth de Tylmarande
Aribeth de Tylmarande è uno dei personaggi di Neverwinter Nights, ed è un'elfa paladina di Tyr, il Dio Cieco della Giustizia. Lady Aribeth è uno dei primi personaggi di cui il giocatore sente parlare. Nel filmato introduttivo, si dice che Lady Aribeth è stata scelta dal Signore della Città di Neverwinter, Nasher Alagondar, come campionessa cittadina durante i problemi causati dalla Morte Gemente. L'elfa dà al giocatore la sua prima missione nel Prologo, nel Capitolo 1 e nel Capitolo 2. Prima che il Capitolo 2 inizi, il suo pretendente, Fenthick Moss, viene dichiarato colpevole di avere legami con un culto segreto, di cui l'amico Desther fa parte, e per questo impiccato. Dopo questo evento, Aribeth non è più la stessa (il suo allineamento passa da Buono a Malvagio). Durante il Capitolo 2, il giocatore può venire a conoscenza di molte informazioni riguardo al passato e all'attuale condizione di Lady Aribeth; con la persuasione, l'elfa gli confiderà che un tempo conduceva una vita di cacciatrice vendicativa finché Tyr non le è apparso in una visione. I personaggi maschili di livello 10 o superiore possono accedere ad una romantica mini-quest con Lady Aribeth, che culminerà con il recupero del suo anello. Alla fine del Capitolo 2, Aribeth scompare nella città di Luskan. Leggendo i suoi diari abbandonati, si scopre che, una volta scomparso il dolore per la perdita dell'amato, si è alleata con il nemico, Maugrim Korothir. Alla fine del gioco, il giocatore dovrà combattere contro Lady Aribeth e scegliere cosa farne di lei: ucciderla o lasciarla vivere affinché si redima. Successivamente si scoprirà, dai diari di Maugrim, che la sua compagna induceva terribili incubi nella mente di Aribeth durante il sonno, convertendola gradualmente alla propria causa e sostenendola nella sua sete di vendetta.
Nell'espansione Hordes of the Underdark si scopre che Aribeth è morta. Secondo le testimonianze di alcuni mercenari (Sharwyn, Daelan Red Tiger, Tomi Undergallows e Linu La'ernal), Aribeth è tragicamente deceduta in seguito alla sconfitta di Morag, anche se i dettagli sono sconosciuti. Viene rivelato inoltre che l'Eroe di Neverwinter (il personaggio principale di Neverwinter Nights) ha perso il favore di Lord Nasher Alagondar; l'uomo ha seguito il consiglio sfavorevole di alcuni revisionisti che hanno studiato il ruolo dell'Eroe durante i fatti di Neverwinter Nights. Si dice che Aribeth abbia subito una morte violenta, anche se i ricordi sono spesso nebulosi: presumibilmente, l'Eroe ha tentato di difendere Aribeth durante il processo che si è tenuto dopo l'uccisione di Morag. L'Eroe è stato pesantemente sconfitto, dal momento che molti cittadini di Neverwinter (ma anche oltre) hanno chiesto l'esecuzione di Aribeth. Lord Nasher ha acconsentito, al costo di dover perdere l'amicizia dell'Eroe, di cui non si è saputo più nulla. 
Lady Aribeth ricompare come fantasma nell'ottavo dei Nove Inferi di Baator, Cania. Dopo che il giocatore l'ha persuasa a dedicarsi o ad essere Legale Buona o Caotico Malvagia, si unirà a lui. Aribeth è una delle possibili storie d'amore per personaggi maschili dell'espansione. 

## Aarin Gend
Aarin Gend è una spia di Lord Nasher e, formalmente, uno schiavo. Attualmente è un prigioniero; rispetta la sua condanna lavorando a Neverwinter, dopo essere stato arrestato per aver avuto contatti con un gruppo di feroci pirati. Aarin Gend ha una reputazione di assassino dopo aver vendicato la morte della madre uccidendo il suo padrone, ma l'uomo si vergogna di quello che ha fatto. I personaggi di sesso femminile potrebbero avere una storia d'amore con Aarin Gend.

## Boddyknock Glinckle
Boddyknock Glinckle è uno gnomo stregone di Lantan, una grande isola di inventori.
Può essere assunto dal giocatore come compagno nel gioco base. 

## Grimgnaw
Grimgnaw è un nano monaco membro dell'ordine monastico dei Monks of the Long Death. È originario dello stesso clan di Bruenor Battlehammer, il re di Mithral Hall. Grimgnaw ha un profondo e morboso fascino nei confronti della morte e dei moribondi.
Può essere assunto dal giocatore come compagno nel gioco base. Appare in Hordes of the Underdark come un nemico che il giocatore deve affrontare.  

## Linu La'neral
Linu La'neral è un'elfa chierico della divinità elfica Sehanine Moonbow che spesso causa incidenti al suo passaggio. Ha una ingenua visione del mondo, ma piace a molti giocatori per il suo costante positivismo e la sua bontà nei confronti del giocatore e degli altri. Appare sia nella campagna originale (con la possibilità di avere facilmente una storia d'amore con il personaggio principale) che nel primo capitolo di Hordes of the Underdark (dove si dimostra particolarmente attaccata al personaggio).

## Xanos Messarmos
Xanos Messarmos è un mezzorco barbaro/stregone, abbastanza intelligente ma egoista e incline all'ira. È arrogante, ma prende sempre posizione chiaramente e fa ironiche e divertenti battute sulla gente. È un possibile compagno in Shadows of Undrentide e, anche se è piuttosto difficile, è possibile avere una storia d'amore con lui se si è un personaggio femminile con alto Carisma.